# Деревнянська сільська рада
| Деревнянська сільська рада — орган місцевого самоврядування у Жовківському районі Львівської області з адміністративним центром у с. Деревня. Історична дата утворення: в 1993 році. Водоймища на території, підпорядкованій даній раді: річка Деревенка. Сільській раді підпорядковані населені пункти: - с. Деревня |

## Склад ради
Рада складається з 16 депутатів та голови.

### Керівний склад ради
| ПІБ                         | Основні відомості                                                                                      | Дата обрання | Дата звільнення |
| --------------------------- | --- | ------------ | --------------- |
| Свирид Володимир Степанович | Сільський голова, 1961 року народження, освіта                                                         | 26.03.2006   | 31.10.2010      |
| Свирид Володимир Степанович | Сільський голова, 1961 року народження, освіта середня загальна, член політичної партії 'Наша Україна' | 31.10.2010   |                 |

Примітка: таблиця складена за даними джерела